# برسئن
برسئن (به لاتین: Bersin) یک منطقهٔ مسکونی در بلغارستان است که در شهرستان کیوستندیل واقع شده‌است.